# William Hiester
William Hiester (* 10. Oktober 1790 in Berne, Pennsylvania; † 13. Oktober 1853 in New Holland, Pennsylvania) war ein US-amerikanischer Politiker. Zwischen 1831 und 1837 vertrat er den Bundesstaat Pennsylvania im US-Repräsentantenhaus.

## Werdegang
William Hiester wurde am 10. Oktober 1790 in Berne, Pennsylvania, geboren, besuchte dort die Schulen und betätigte sich danach im Lancaster County in der Landwirtschaft und im Handel. Während des Britisch-Amerikanischen Kriegs diente er als Second Lieutenant in der Pennsylvania Army National Guard in der Kompanie unter Captain Jacob Marshall.
Später war Hiester in der Kommunalpolitik und in der Regierung aktiv, zudem zwischen 1823 und 1828 Friedensrichter. Im Jahre 1828 kandidierte er erfolglos für den Kongress der Vereinigten Staaten. Bei den Kongresswahlen 1830 wurde er dann zum 4. März 1831 als Mitglied der Anti-Masonic Party in den vierten Wahlbezirk von Pennsylvania in das US-Repräsentantenhaus in Washington, D.C. gewählt. Nach zwei Wiederwahlen konnte er bis zum 4. März 1837 drei Legislaturperioden im Kongress absolvieren. 1837 nahm Hiester als Delegierter an einem Verfassungskonvent des Staates Pennsylvania teil. Von 1840 bis 1842 gehörte er dem Senat von Pennsylvania an, 1842 dessen Präsident pro tempore.
William Hiester starb am 13. Oktober 1853 in New Holland, Pennsylvania, und wurde auf dem Lancaster Cemetery in Lancaster, Pennsylvania, bestattet. Er hinterließ seinen Sohn, Isaac Ellmaker Hiester, ebenfalls US-amerikanischer Politiker und Vertreter des Bundesstaats Pennsylvania im US-Repräsentantenhaus.